# Criterion Theatre

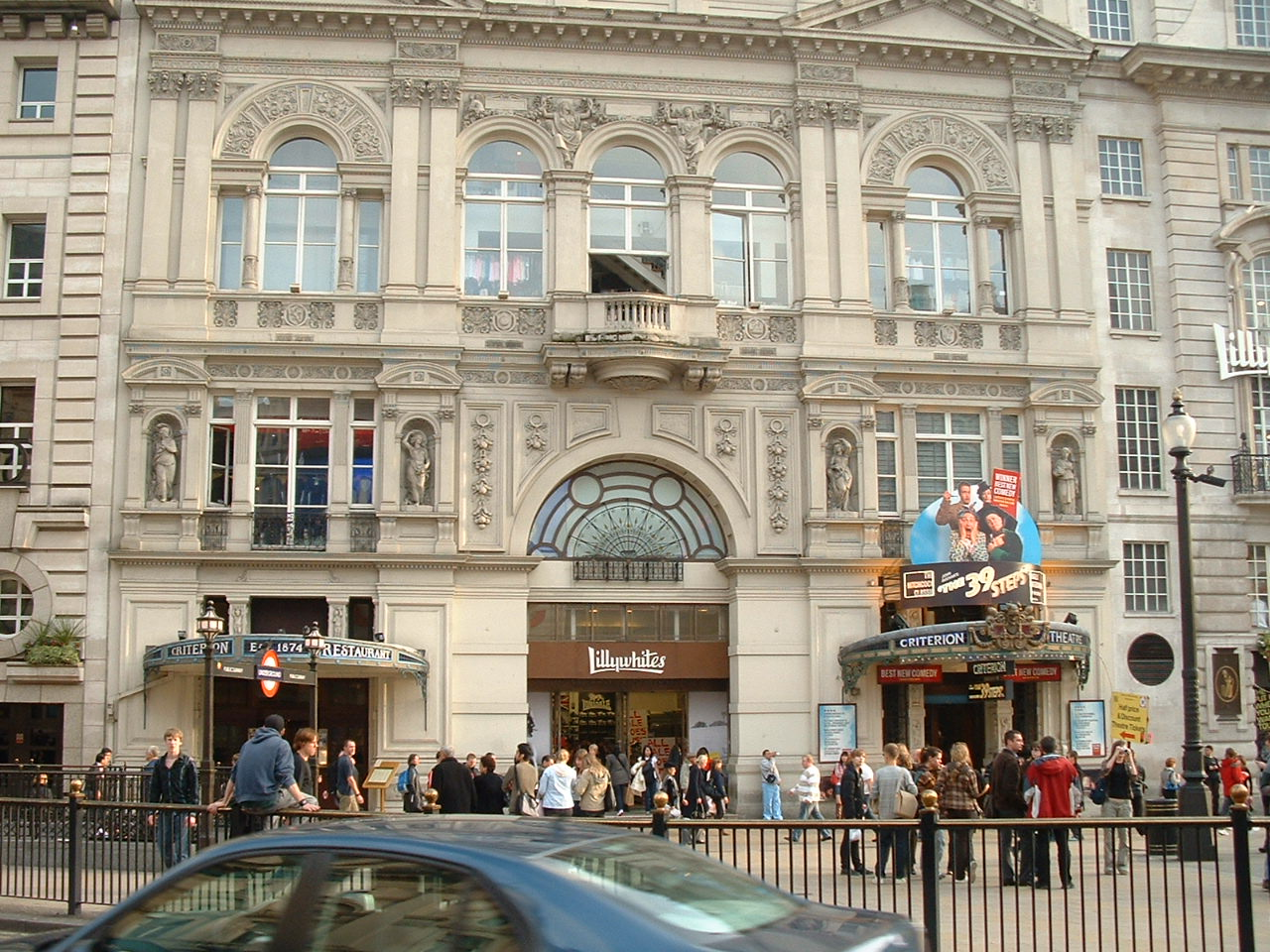
Edificio del Criterion Theatre.

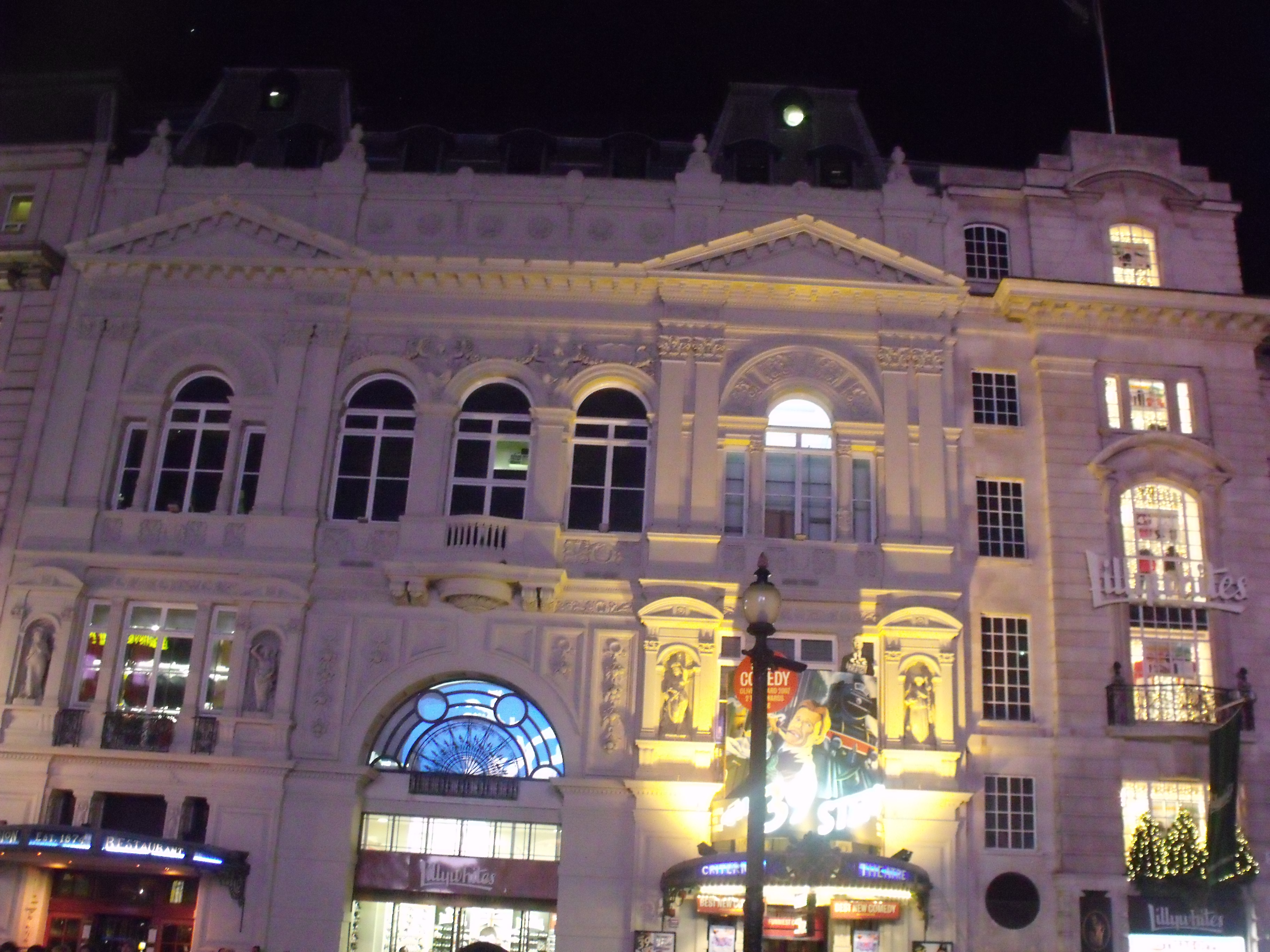
Criterion Theatre di notte.

Il Criterion Theatre è un teatro del West End a Piccadilly Circus nella Città di Westminster ed è un edificio di classe II*. Ha una capienza di 588 posti.

## Descrizione
Questo teatro è un monumento classificato di "Grado II*". La sua capacità è di 588 posti.

## Storia
L'edificio, progettato da Thomas Verity, fu inaugurato il 21 marzo 1874. Sebbene i piani originali includessero la gestione del luogo in una sala da concerto, è sempre stato utilizzato come teatro.
Nel 1883, il teatro fu costretto a chiudere per lavori di ristrutturazione. Un anno dopo, ha riaperto, migliorato la ventilazione e le lampade a gas sostituite da luci elettriche. Ancora una volta, il teatro è stato chiuso dal 1989 al 1992, per essere completamente rinnovato.
Dal 1995, il Criterion Theatre ospita la Reduced Shakespeare Company. Creata nel 1981 da Daniel Singer, questa troupe suona pezzi di grande fama in modo molto ritmato, i pezzi sono estremamente accorciati e sembrano improvvisati, mentre il testo è scritto con precisione. Il loro pezzo più noto è The Complete Works of Wllm Shkspr (abbreviato) (37 opere complete di Shakespeare, abbreviate) o 37 pezzi di Shakespeare riassunti in 97 minuti. Altri pezzi includono All the Great Books (abbreviato), The Complete History of America (abbreviato), The Bible: The Complete Word of God (abbreviato), All The Great Movies (abbreviato).
Il suo ristorante ha un arredamento neo-bizantino con mosaici dorati.

## Principali produzioni
- Run For Your Wife (1983 - 1989)
- Reduced Shakespeare Company (1996 - 2005)
- Amajuba - Spirit Of Togetherness (2005)
- The Countess
- The Gruffalo
- What The Butler Saw
- Otherwise Engaged